# Угловка (Новгородская область)
Угло́вка — рабочий посёлок в Окуловском муниципальном районе Новгородской области.

## География
Угловка расположена на Валдайской возвышенности, в 4 км к востоку от съезда «Угловка» с М11, в 23 км к юго-востоку от города Окуловка, в 160 км к востоку от города Великий Новгород.
Железнодорожная станция «Угловка» — на главном ходу Октябрьской железной дороги Санкт-Петербург — Москва. От станции отходит железнодорожная ветка в Боровичи.
Климат посёлка — умеренно континентальный, чётко выделяются 4 времени года.

## История
Ещё с XVIII века в районе нынешнего посёлка велись разработки известняка. Известь гужевым транспортом отправлялась на строительство Санкт-Петербурга. На базе этих месторождений в XIX веке стали строиться известковые заводы. В 1887 году в Угловке значилось три известковых завода, а в 1892 году их было уже пять, обжиг извести производился в кольцевых печах.

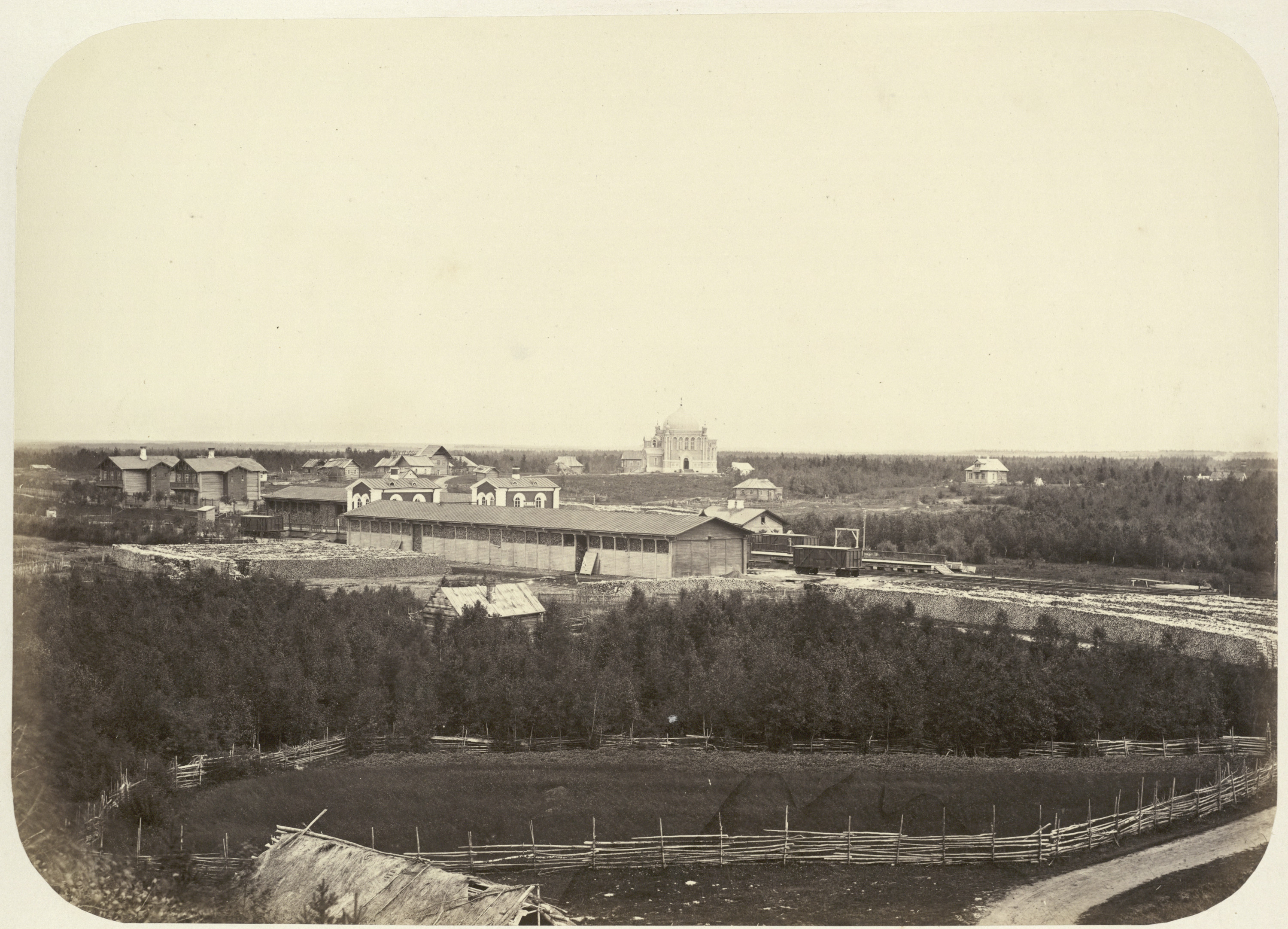
Угловка в 1860-е годы. На заднем плане Церковь Рождества Христова до пристройки трапезной и колокольни.

Станция Угловка начала формироваться, как посёлок, когда от Николаевской железной дороги (1876—1877) на северо-восток стали строить линию на город Боровичи.
В 1927 году, в составе Боровичского округа Ленинградской области, был образован Угловский район, а Угловка стала административным центром района. По постановлению Президиума ВЦИК от 1 января 1932 года район был упразднён, а станция Угловка вошла в состав Окуловского района. Указом Президиума Верховного Совета РСФСР от 9 ноября 1938 года Угловка преобразована в рабочий посёлок.
27 ноября 2009 года в 15 км от посёлка произошло крушение поезда «Невский экспресс».
День посёлка отмечается с 1999 года во второе воскресенье августа.
Распоряжением Правительства РФ от 29 июля 2014 года № 1398-р «Об утверждении перечня моногородов» Угловское городское поселение включено в категорию «Монопрофильные муниципальные образования Российской Федерации (моногорода), в которых имеются риски ухудшения социально-экономического положения».

## Население
| 1897  | 1926  | 1939  | 1959  | 1970  | 1979  | 1989  | 2002  | 2009  |
| ----- | ----- | ----- | ----- | ----- | ----- | ----- | ----- | ----- |
| 687   | ↗794  | ↗5114 | ↗5127 | ↘4865 | ↘4346 | ↘4041 | ↘3553 | ↘3104 |
| 2010  | 2011  | 2012  | 2013  | 2014  | 2015  | 2016  | 2017  | 2018  |
| ↘3064 | ↗3342 | ↘2942 | ↘2818 | ↘2717 | ↘2647 | ↘2567 | ↘2497 | ↘2431 |
| 2019  | 2020  | 2021  |       |       |       |       |       |       |
| ↘2361 | ↘2265 | ↗2319 |       |       |       |       |       |       |

## Экономика
Основное промышленное предприятие — Угловский известковый комбинат, работающий на местном сырье (ведётся добыча известняка). Основное направление деятельности ОАО «УИК» — производство и продажа извести, однако помимо извести комбинат производит минеральный порошок и известняковую муку. Принадлежит структурам «Базового элемента». На территории посёлка также расположены деревоперерабатывающее предприятие ООО «Русь» и ООО «Угловский комбинат бытовой химии».
Работает рынок, различные предприятия торговли.

## Культура, достопримечательности
В Угловке действуют средняя общеобразовательная школа автономного типа, детская музыкальная школа. Работает дом культуры, имеется небольшой тренажёрный зал.
Сохранилась церковь Рождества Христова (1864 год). Она действовала до Большого террора 1937—1938 годов; в последующие десятилетия в здании церкви размещался филиал Новгородского производственного объединения «Планета». В начале 1990-х здание возвращено Русской православной церкви.

## Люди, связанные с Угловкой
Со строительством станции Угловка в 1846 году в село Языково-Рождественское повезли рожать жену инженера Н. И. Миклухи Е. С. Беккер. У них родился сын, известный впоследствии как великий учёный и гуманист Н. Н. Миклухо-Маклай.

## Галерея

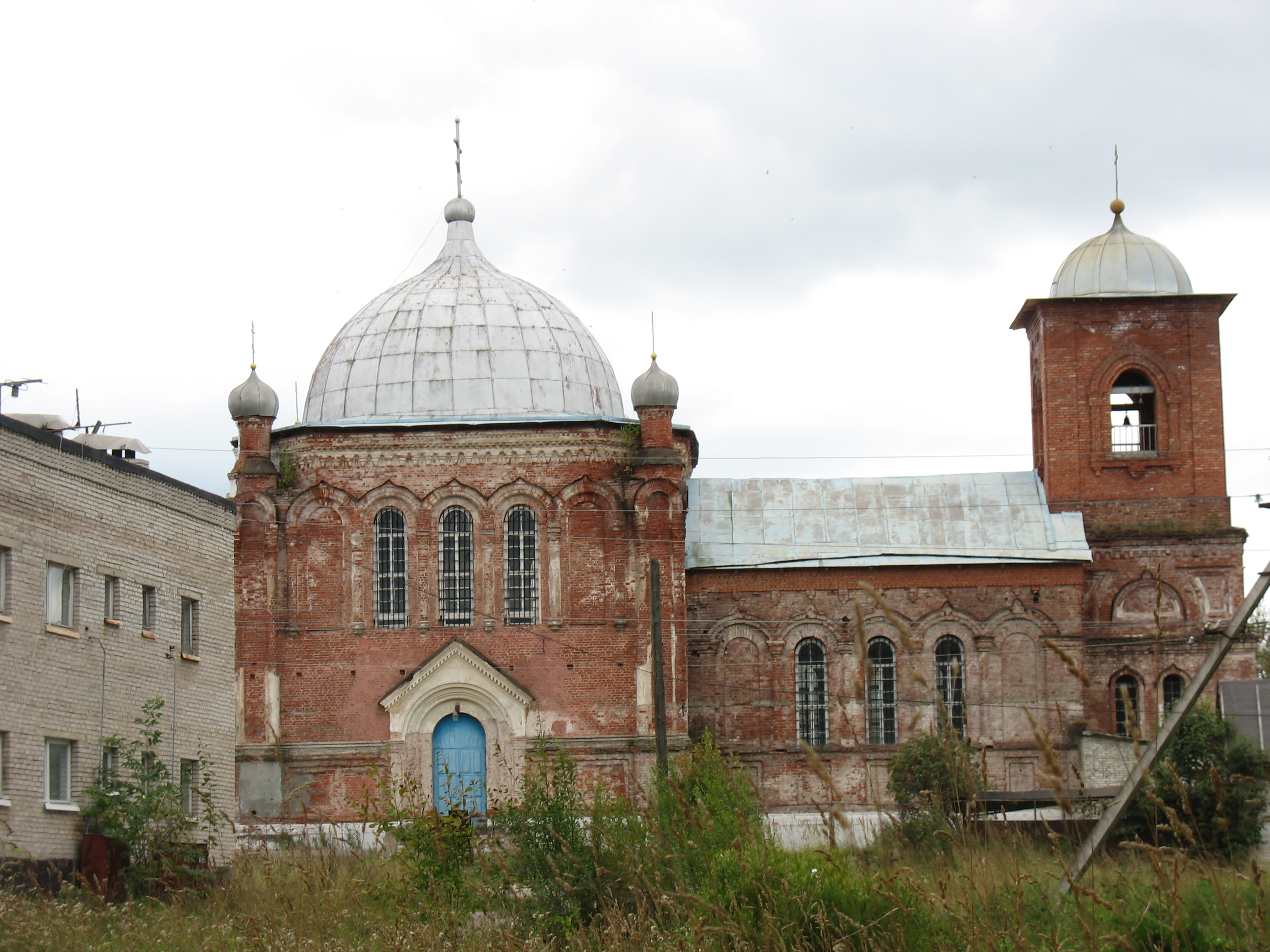
Церковь Рождества Христова в Угловке
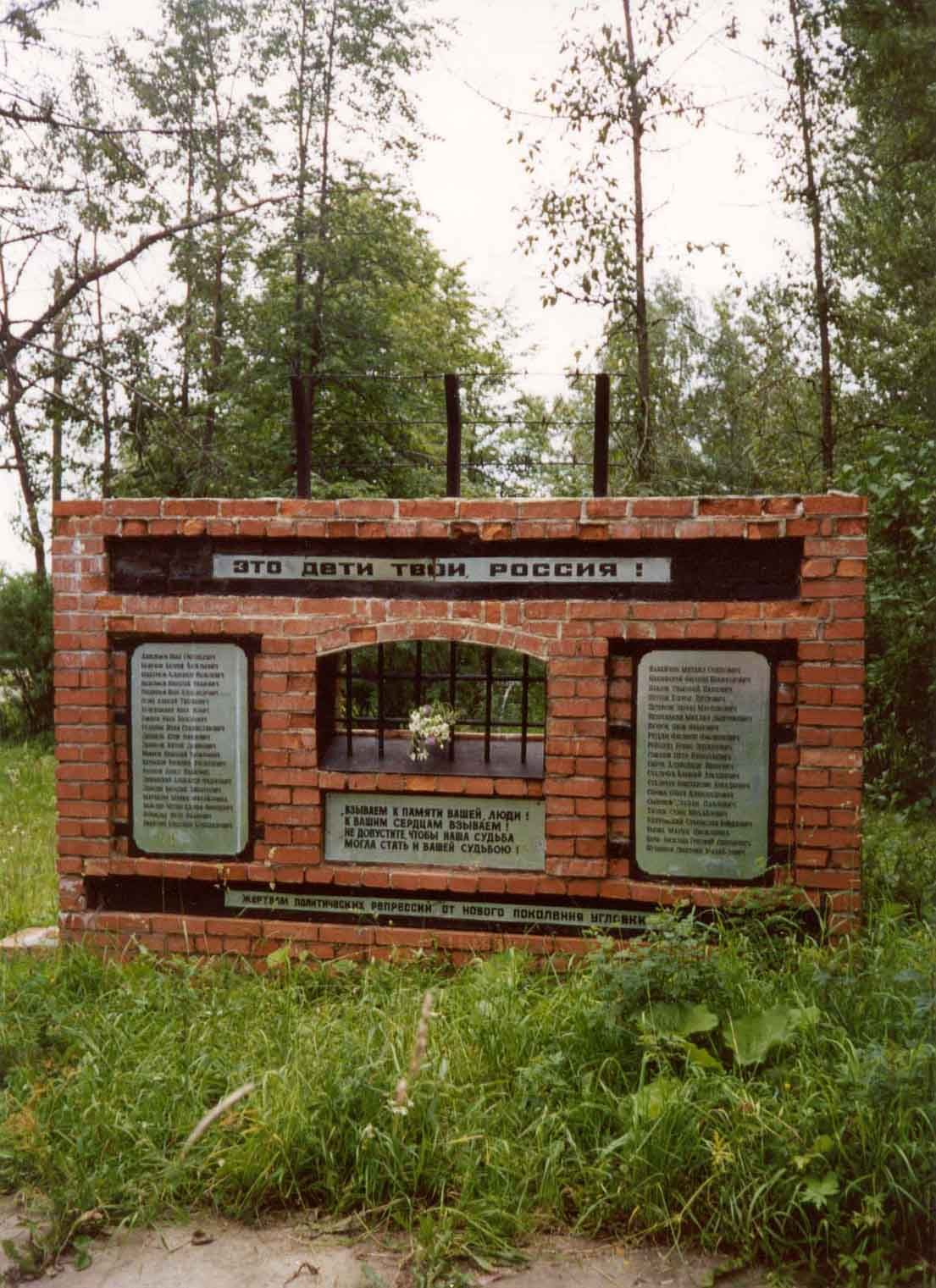
Памятник  репрессированным жителям посёлка
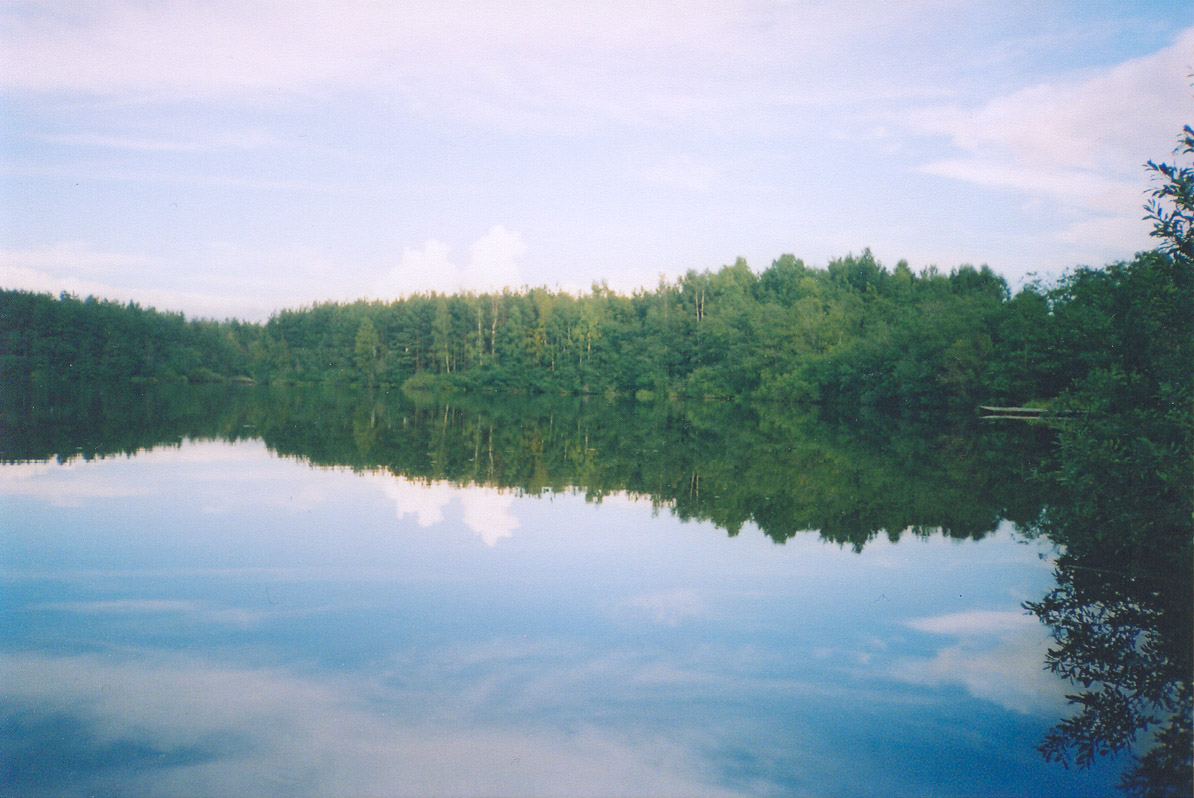
Озеро